# 一人親方
一人親方（ひとりおやかた）とは、建設業などで労働者を雇用せずに自分自身と家族などだけで事業を行う事業主のこと。元々は職人をまとめて仕事ができる能力をもっているという職階をしめす。しかし現代においては労務管理上の問題として取り上げられることが多い。一般的には、建設業や林業に携わる個人事業主をさすが、労災保険の特別加入制度（後述）では、一人親方等として、建設業、林業の他に、職業ドライバー、漁業従事者、医薬品の配置販売業、廃棄物処理業、船員、柔道整復師、高年齢者雇用安定法に定める創業支援等措置・社会貢献事業制度に基づいて高年齢者が行う事業、あん摩マッサージ指圧師・はり師・きゅう師、歯科技工士を挙げている。なお、建設業には、大工工事業、左官工事業のほかにも、電気通信工事業、しゅんせつ工事業なども含まれる。

## 一人親方と一人親方等
一人親方という言葉とは別に、一人親方等という言葉も存在する。

### 労災保険の特別加入制度における一人親方等
労災保険の特別加入制度における「一人親方等」は、「労働者を使用しないで、特定の事業（上述）を行うことを常態とする一人親方その他の自営業者およびその事業に従事する人」を指す。

### 労働安全衛生分野における一人親方等
労働安全衛生分野における「一人親方等」は、上記労災保険の特別加入制度における一人親方等に加え、中小事業主・役員・家族従事者を含む。

## 一人親方の数
2019年（令和元年）時点において、一人親方である建設技能者の数は約51万人とされる。これは、建設技能者全体の15.6%を占める。

## 成り立ち
建設業の例でいえば、職人には4つの職階がある（見習い・職人・一人親方・親方）。見習いとして職人への道へ足を踏み入れたのち、技術を習得し職人となる。その職人が独立し、職人を雇入れ、企業としての体裁を構えている段階（法人成りしている）が親方で、単に技術に習熟しているだけでなく、会社を経営し、工事を差配するといったマネジメント業務をこなすことが求められる。一人親方は、親方のひとつ手前の段階である。職人として一人前になったのち、親方の元から独立した段階が一人親方と呼ばれる。独立はしても自身の職人はまだ抱えていない。大工職の場合、一人親方になるまでには10年かかるといわれる。一人親方は職人として雇われる場合もあるし、あるいは、職人グループを率いて工事を差配できるとみなされているので、必要な時だけ職人を雇ってまとまった工事を請け負う場合もある。
一人親方という形態が成り立つのは、その存在が業務の性格にあっているからである。例えば木造の住宅建築を例に挙げると、木工事の他に、土木工事、左官工事、外構工事など、それぞれ専門的な技能が要求される様々な工事が建設工事全体をなしている。明治のころまでは、施主が各工事に携わる職人に直接発注し、材料は施主が支給するという形態が多かったと言われている。現代においては、施主は工務店に対し、住宅建設を一括発注することが通常であるが、工務店は様々な専門業者に個々の工事を発注する仕組みは変わらない。また、短期的に多数の職人が必要になる工程があり、その場合も他の業者ないし職人個人を応援に呼ぶ。このように、専門技能を要求されることと、仕事量が工期を通じて一定していないことが、一人親方ないし小規模業者に対するニーズになっている。
一人親方自身から見た場合、従業員として雇用されるより一人親方を選ぶ典型的な理由は「自由に仕事がしたい」「収入を増やすため」である。自身が事業主であるから、ある仕事の依頼が来てもそれを受けるか受けないか、またどのように達成するかは自分できめられるし、契約金額は全て自分の収入になる、ということを典型的には意味している。ただし、近年の傾向として「人が雇えない」「どこも雇ってくれない」という理由で、やむなく一人親方になる場合も増えている。これは従来の一人親方とは違った性格の一人親方が増えていることを示唆している。後者のタイプの一人親方は外注請負という形を取ってはいるものの、報酬は出来高払制ではなく日給月給制で支払われることが多く、被雇用者との線引は曖昧なものとなっている。また、一人親方に高齢者の割合が増えているのも最近の傾向である。この高齢者の割合が増えている傾向は、林業における一人親方にもみられる。
事業者が法定福利費等の労働関係諸経費の削減を意図し、労働者性の強い建設工事従事者を一人親方化するケースも多く存在する。国土交通省は、このような労働関係諸経費の削減を意図した一人親方化について「技能者の処遇低下のみならず、法定福利費等を適切に支払っていない企業ほど競争上優位となるなど、公正・健全な競争環境を阻害するのみならず、社会保険加入対策の根幹を揺るがす重要な問題」と認識している。

## 一人親方の労働者性
一人親方は"一匹狼の請負大工"というように肯定的にとらえることができる。しかし、労務管理の点から問題になる理由は、一人親方は労働基準法上の労働者とはみなされないことにある。
労働基準法では、労働者とは「事業又は事務所に使用される者で、賃金を支払われる者をいう」（労働基準法第9条）。一人親方は誰かに使用されているわけでもないし、賃金（労働の対償として使用者が労働者に支払うすべてのもの。労働基準法第11条）を支払われているわけでもないから、労働者にはあたらない。事業主が顧客から受け取る報酬は、労働の対償ではなく、仕事の完成という結果に対して受け取っているので、同法でいう賃金にはあたらないのである。しかしながら、一人親方が従事している業務の内容は、現実には労働基準法がいうところの労働者と全く変わらないことも多い。
このことは、例えば報酬の支払いというテーマに現れる。日本は批准していないものの、ILO第94号条約の流れをうけて、公契約（国や地方自治体が発注する工事や業務委託の契約）に、それに携わる労働者の賃金などの労働条件の最低基準を契約に盛り込む動きが進んでいる。2009年には千葉県野田市が全国で初めて公契約条例を制定したのだが、その条例がいうところの労働者とは、労働基準法第9条の定めるところの労働者であって、一人親方は含まれていなかった。その後の改訂で、一定の条件を満たす一人親方にも適用されるようにはなったが、事業主としての性格を併せ持つ一人親方は、ほかの労働者と同一視できない場合があるのである。
なお、労働組合法においては、一人親方も労働者として認められるので、一人親方が労働組合を結成して元請け等に団体交渉を求めたり労働協約を締結することは可能である。
また、中小企業退職金共済制度の一つである、建設業退職金共済制度（建退共）についても、次項の労災保険と同じく、既に建退共に加入している任意組合に加入するか、新たに任意組合を結成して組合が建退共に加入する形で、一人親方も加入できる。

## 一人親方の災害補償
一人親方が労働者とみなされないことについての不都合がはっきり表れるのことがあるケースは、 特に建設業において、一人親方が仕事中に事故にあい、その補償を考える場合である。
事業者が労働者を一人でも使用していれば、事業者は労災保険に加入しなければならない。労働者がパートやアルバイトでも同様である。元請以下数次の請負で事業が成り立っていることが通例である請負事業でも同様であるが、少ししくみが違う。その事業に携わる労働者は、災害補償については元請に使用されているとみなされ（労働保険徴収法第8条、労働基準法第87条）、元請が一括して労災保険に加入する義務がある（下請が一定規模以上でない限り、一括は自動的に行われる）。いずれの場合にしても業務中ないし通勤中に労働者が事故を起こした場合には、必ず労災保険で補償する仕組みになっている。
しかし、一人親方は労働者とはみなされず、労災保険の適用範囲に入らない。2007年には最高裁判所でもその判断がなされた。この判決では、元請もその作業者が労働者として業務に従事しているということ（労働者性）を認め、労災を申請したのだが、労働基準監督署が労働者に該当しないという判断をし、そのことに対し裁判がなされたのである。最終的には、報酬の支払い形態、業務指示の形態、契約していた会社への専属の度合い、適用されている他の社会保障制度、作業工具の所有者、などの点から、最高裁判所は労務に対して賃金が支払われているのではなく、仕事の完成に対して報酬が支払われていると判断し、労働基準法や労働者災害補償保険法でいうところの労働者であるとは認めなかった。
ただし、一人親方が団体を作ることで、労災保険に特別加入できる制度がある。コンプライアンスが正常に機能している企業が管理している工事では、特別加入をしていない一人親方は現場にはいることを許されないのが通例である。
一人親方は自身が事業主なので、各自が所属団体を通じて保険料を支払うことになる。林業における一人親方の場合、農業と兼業していることが多く、その場合、通年一人親方として就労しているわけではない。しかし、労災保険は通年で加入しなければならず、保険料が割高に感じられている。
雇用されている労働者であれば、厚生年金や健康保険に保険料労使折半で加入できるが、事業主たる一人親方は厚生年金や健康保険に加入できず、保険料が比較的割高で保障が比較的薄いとされる国民年金や国民健康保険に保険料全額自己負担で加入しなければならない。「2020年（令和2年）10月1日以降、建設企業の社会保険加入が建設業許可・更新の要件とされる」等、政府による社会保険加入対策が強化されていく中で、法定福利費等の労働関係諸経費の削減を意図した偽装請負としての一人親方化が問題となっている。

## 労働災害発生状況に関する統計上の問題
政府が発表する労働災害に関する各種統計においても、一人親方は「労働者ではない」という理由で含まれない。1950年から2013年には、現場における一人親方等の死傷災害に関する統計は全く存在しなかった。厚生労働省が一人親方等の死亡災害に関する調査を初めて行ったのは2014年である。一人親方を対象とした、死亡災害を除く現場災害の実態が網羅された統計資料は2019年現在でも存在しない。

## 建設業法上の問題
家族を含めた個人である場合でも、建設業の請負であるならば建設業の許可が必要である。ただし、1件500万円を下回るなどの場合に許可不要となる場合が多く、許可を取っている一人親方は少ないものと思われる。従って、主任技術者が存在することも少なく、技術面での担保は上位の発注者である建設業者の技術者が行っていることが多い。
建設業で言う請負の形態をとっているかどうか疑問な場合もあり、日当で雇われているとすれば、偽装請負となり、みなし労働者と認定される可能性もある。この場合、元請業者の労災保険が適用される。
対等な立場で請負契約を締結しているはずではあるが、一方的に不利な条件で労働している面も否定できず、国民健康保険の負担を逃れようとする傾向もある。
安全配慮の面でも自分自身の安全に対する意識は高く、事故そのものは少ないのであろうが、貰い事故などがあれば意識の高さだけでは防ぐことが出来ない。また、自分自身が安全衛生責任者となり自らの安全への配慮が必要である。

## 労働安全衛生法上の問題
労働安全衛生法における労働者の定義は、「労働基準法第9条に規定する労働者」とされている。上述#一人親方の労働者性で言及されているように、一人親方は労働基準法上の労働者とはみなされない。ゆえに、一人親方は労働安全衛生法上の労働者とはみなされない。労働安全衛生法に定められた各種の安全衛生教育についても、一人親方は対象とならない。そのため、「安全衛生に関する基本的な知識を十分身につける機会が得られていない」などの問題が存在する。
法的には、特別教育も一人親方は対象外とされる。なお、労働安全衛生法に定める就業制限（免許所有者や技能講習修了者でなければ就業できない業務）については、一人親方であっても適用される。
労働安全衛生法による保護の対象とならない一人親方等を含め、建設工事従事者の安全と健康を守ることを目的として、2017年3月16日に建設職人基本法が施行されている。また、2017年6月9日に閣議決定された「建設工事従事者の安全及び健康の確保に関する基本的な計画」では、政府が「一人親方等に対してその業務の特性や作業の実態を踏まえた安全衛生に関する知識取得を支援する」こととされている。
一方、2021年（令和3年）5月17日には、最高裁判所において「当時の労働大臣が建設現場における石綿関連疾患の発生防止のために労働安全衛生法に基づく規制権限を行使しなかったことは、屋内の建設作業に従事して石綿粉じんにばく露した者のうち、労働者に該当しない者との関係において国家賠償法1条1項の適用上違法である」という趣旨の判断がなされた。厚生労働省は、当該判決を受け、労働安全衛生法第22条に基づく11の省令について、労働者以外の者に対する保護措置を規定する省令改正を行うとしている。

## 一人親方と安全配慮義務
労働契約法が適用される労働者の場合、労働契約法上当然に安全配慮義務が適用される。しかしながら、一人親方は労働者ではないため、労働契約法は適用されない。したがって、法律上当然には安全配慮義務は適用されない。一方で、元請と一人親方が「実質的な使用従属関係」にある場合、裁判例上、元請の一人親方に対する安全配慮義務が認定される。元請の一人親方に対する安全配慮義務が認定されるかどうかは、個別具体的な事例に基づき、裁判所により判断される。
元請事業者と一人親方との間の関係は、事業主と労働者の関係ではないため、労働安全衛生規則が直接に適用されることはない。しかしながら、元請事業者と一人親方との間に実質的な使用従属関係が認められる場合においては、労働安全衛生規則が要求する水準の危険防止措置を元請事業者が講じていなかったことを理由として、安全配慮義務に基づき元請事業者に賠償責任が発生することを認定した裁判例が存在する。